# Farhat - Il principe del deserto
Farhat - Il principe del deserto è una serie televisiva a cartoni animati italiana prodotta nel 2005 da Rai Fiction, Mondo TV e The Animation Band.
Una demo del cartone era stata presentata nel 1997 al Cartoombria Festival 1997 di Perugia.

## Trama
La storia parla di Farhat, un principe arabo che deve riunire i 7 cristalli per riformare il magico cristallo Shariman, distrutto dal malvagio demone Egokhan e liberare i suoi genitori. Grazie all'aiuto di Tilda, Ben, Alì e alla sua ombra, il nostro eroe riuscirà nell'intento e a liberare i suoi genitori.

## Personaggi
- Farhat: giovane principe di un emirato che deve recuperare i frammenti dello Shariman per sconfiggere il demone Egokhan. È spesso aiutato dalla sua ombra. In un episodio con una pozione di Alì si trasforma in Rashid per salvare Tilda rapita da Rashid stesso tuttavia la pozione renderà Farhat come Rashid sia nel corpo che nell'anima se non berrà l'antidoto entro il tramonto. Egokhan scoperto ciò mette in atto un piano diabolico per rendere Farhat suo alleato e per fare ciò distrugge l'antidoto consapevole che senza la pozione Farhat diventerà Rashid in tutto e per tutto. Il piano di Egokhan quasi va in porto ma quando induce Farhat a distruggere i cristalli dello Shariman sarà l'intervento della madre di Farhat che con una ninna nanna che il ragazzo ricordava fin troppo bene fa sì che l'amore per sua madre si riveli determinante risvegliando l'anima di Farhat facendolo tornare in sè riportandolo al suo normale aspetto mandando a monte il piano di Egokhan.
- Ombra: l'ombra di Farhat e il suo esatto opposto sempre spensierato, mai serio e abbastanza pauroso ma leale; può mutare forma ed aiuta Farhat a recuperare i frammenti di Shariman. Nell'episodio della seconda stagione "Cuore di Tenebra" si scopre che Farhat era nato già senz'ombra, e che Ombra fu con lui solo da una notte in cui ci fu un'eclissi lunare, e che in realtà deriva in parte da frammenti del Namirash sfuggiti alla tenebra.
- Tilda Swanson: giovane, ma intelligente ragazza inglese, con il suo koala-computer aiuta il gruppo ad interpretare la mappa di Aladino. Di per sè Tilda è la più saggia del gruppo infatti in più episodi le sue teorie e ragionamenti si rivelano veri e in più occasioni critica la testardaggine degli amici quando non l'ascoltano specialmente in un episodio quando tenta in tutti i modi di fermare Farhat che per il suo stupido orgoglio per giunta supportato in tale cosa da Ben e Alì nel continuare a battersi ripetutamente con un cavaliere robot mandato da Rashid e reso indistruttibile da una magia di Egokhan che perseguita in continuazione Farhat per sfinirlo e impedirgli di recuperare uno dei frammenti dello Shariman. In quell'occasione Tilda rimane estremamente contrariata dall'atteggiamento di Farhat oltre alla stupidità di Ben e Alì che a causa di vecchie leggi medievali d'onore beduine ritengono che aiutare Farhat lo disonorerebbe rendendolo impuro cosa in realtà non vera. Verso la fine Tilda riesce a far comprendere ai 3 cretini che essendo una legge arcaica non ha valore oltre al fatto che il robot essendo stregato non avrebbe mai smesso di inseguirli e infastidirli sfidando ripetutamente Farhat. Alì con una pozione rende vano il piano di Egokhan rivoltando il cavaliere robot contro Egokhan che si ritrova più volte infastidito dalla sua stessa creazione che lo sfida ripetutamente con grande seccatura del demone.
- Ben E Basta: è il maggiordomo di Farhat da quando era piccolo, ha cugini sparsi in tutto il mondo e nella puntata "Il tradimento di Ben" ruba i cristalli anche se falsi a Farhat per salvare da Egokhan e Rashid la "cuginanza". Nella seconda serie (Farhat e lo scorpione nero) nell'episodio "Ben in Black" viene corrotto dalla tenebra e diventa Ben in Black, ma torna in sé non appena il buco nero nello stadio di Pechino viene chiuso.
- Alì Sahied/Ali Wing (in versione inglese di Lo Scorpione Nero): è l'eternizzato scorpione di Aladino/Zenome (in versione inglese e russo di Il principe del deserto) e con le sue pozioni allena e aiuta tutto il gruppo oltre a fornirgli mezzo di trasporto, nella prima serie con la "volatilla" e nella seconda (Farhat lo scorpione nero) usa "l'ultra volatilla" (anche per colpa del peso supplementare di Rashid). Assieme a Rashid diventa uno schiavo privo di libero arbitrio di Laylah. In seguito, trasformatosi in un mostro multitentacolare, attaccherà Farhat e il suo gruppo, ma questi, con l'aiuto nientemeno che dello spirito del suo maestro Aladino, riescono a farlo rinsavire.
- Egokhan/Ikaghan (in versione russa): è il malvagio nemico di Farhat e insieme a Rashid tenta in tutti i modi di fermarlo; ha rapito i suoi genitori all'inizio della serie. Si nutre di Petrolio.
- Rashid Al Wazum/Abdul Snarchkoff (in versione inglese di Il principe del deserto) è un petroliere che vuole impadronirsi dell'emirato di Farhat e perciò si allea con Egokhan dato che il demone gli svela che era profetizzato che lui avrebbe stretto un'alleanza con uomo dall'anima nera come la sua ovvero Rashid stesso. Egokhan inoltre ha promesso in cambio del suo aiuto non solo di risparmiargli la vita ma di permettergli di godere del suo trionfo e quindi ricompensarlo con ricchezze illimitate. In un episodio tenta di tradire Egokhan tentando di reclamare per sé lo Shariman ma il demone dopo averlo scoperto lo punisce duramente dando fuoco ai suoi pozzi di petrolio oltre a farlo girare ripetutamente in aria ammonendolo dal riprovarci di conseguenza Rashid recepito l'ammonimento del suo padrone decide di non provare più a tradire Egokhan. Nella seconda serie, per merito dell'influsso dello Shariman il cui potere di luce è capace di purificare le persone dalla loro malvagità, diventa buono e si allea con il suo ex-nemico Farhat e i suoi amici. Verrà nominato Guardiano di Ashtarak, requisito necessario per polverizzare lo Shariman e usarlo per chiudere i buchi neri. Come Ali viene soggiogato dal potere oscuro della tenebra e diventa un servo privo di volontà di Laylah per poi tornare in sé dopo essere stato colpito in testa.
- Nigel Swanson: è il padre di Tilda. Molto protettivo e gentile in un episodio aiuta Farhat a salvarsi da un attacco di Egokhan. Se ha bisogno di consiglio va nella foresta dall'albero in cui risiede lo spirito della moglie (deceduta).
- Dolunai e Yassir: sono i genitori di Farhat rapiti da Egokhan all'inizio della prima serie.
- Miss Costance Keyhole: la dispotica e autoritaria direttrice che spesso carica di compiti Tilda, fino a quando quest'ultima non parte con Farhat alla ricerca dei frammenti dello Shariman. Per buona parte della serie tenterà inutilmente di far tornare Tilda ad Oxford, ritenendo la sua ricerca niente più che una favola, ma si ricrede quando vede Egokhan a Stonehenge, consentendo alla studentessa di andare per la sua strada. Nella serie "Farhat e lo scorpione nero" si concentrerà su Laylah, finché anch'essa non partirà con i suoi nuovi amici.
- Greta Swanson: la madre di Tilda è morta e non appare nella prima stagione ma nella seconda (Farhat e lo scorpione nero) si scopre che il suo spirito vive in un albero e sotto forma di fantasma può muovere gli oggetti nel mondo reale infatti può far muovere l'albero in cui risiede fornisce quando serve consiglio a Nigel.

## Doppiaggio
Dialoghi e direzione del doppiaggio di Giuliano Santi. La sigla "Il principe del deserto" è stata eseguita dal gruppo dei Cartoon Family.
| Personaggio                  | Doppiatore                                             |
| ---------------------------- | ------------------------------------------------------ |
| Farhat/Ombra                 | Stefano Crescentini                                    |
| Tilda                        | Federica De Bortoli                                    |
| Alì                          | Oliviero Dinelli                                       |
| Ben                          | Manfredi Aliquò                                        |
| Egokhan                      | Carlo Marini                                           |
| Rashid                       | Ambrogio Colombo                                       |
| Nigel                        | Vittorio Amandola                                      |
| Dolunai (la madre Di Farhat) | Roberta Greganti                                       |
| Miss Keyhole                 | Antonella Giannini (1ª voce) Paola Giannetti (2ª voce) |
| Yassir                       | Giuliano Santi                                         |
| Regina Shulena               | Perla Liberatori                                       |
| Laylah                       | Monica Vulcano                                         |

## Lista episodi
| nº | Titolo                   | Prima TV       |
| -- | ------------------------ | -------------- |
| 1  | Il principe torna a casa | 28 maggio 2005 |
| 2  | La coda dello scorpione  | 2005           |
| 3  | Un genio di nome Tilda   | 2005           |
| 4  | La luce dello Shariman   | 2005           |
| 5  | Nel grande buio          | 2005           |
| 6  | Agguato nel deserto      | 2005           |
| 7  | Una gita in mongolfiera  | 2005           |
| 8  | Attenti a Miss Keyhole   | 2005           |
| 9  | L'esperienza inganna     | 2005           |
| 10 | I sogni sono realtà      | 2005           |
| 11 | Rashid contro Rashid     | 2005           |
| 12 | Sotto il sole di Egokhan | 2005           |
| 13 | Bolle di ragno           | 2005           |
| 14 | La valle dei Maya        | 2005           |
| 15 | Nel ventre di Egokhan    | 2005           |
| 16 | Sotto assedio            | 2005           |
| 17 | Il richiamo di Dolunai   | 2005           |
| 18 | Trappola di vapore       | 2005           |
| 19 | Senza casa               | 2005           |
| 20 | Il tradimento di Ben     | 2005           |
| 21 | I duellanti              | 2005           |
| 22 | Una rosa per Alì         | 2005           |
| 23 | L'ira di Ben             | 2005           |
| 24 | L'eredità di Aladino     | 2005           |
| 25 | Nigel in trappola        | 2005           |
| 26 | Il trionfo della luce    | 2005           |